# Sérgio Pinto
Sérgio Ricardo da Silva Pinto (Vila Nova de Gaia, 16 ottobre 1980) è un ex calciatore portoghese, centrocampista.
Possiede il passaporto tedesco, essendosi trasferito in Germania a 12 anni.

## Carriera
Nel 1999 ha debuttato in Bundesliga con lo Schalke 04 in una partita contro il Bayer Leverkusen.
Dopo essersi trattenuto per quattro anni nello Schalke 04, ha firmato per l'Alemannia Aachen della seconda divisione per la stagione 2004-05, per 125000 €. Ha accumulato 58 presenze e 8 gol in campionato nei suoi primi due anni insieme, ottenendo anche la promozione in prima divisione nel suo secondo anno.
Nell'estate del 2007 si trasferisce insieme al suo allenatore dell'Alemannia Aachen Dieter Hecking all'Hannover 96, firmando un contratto di tre anni.